# Montería
San Jerónimo de Montería, kurz nur Montería genannt, ist eine kolumbianische Gemeinde (municipio) im Departamento Córdoba, dessen Hauptstadt sie auch ist. Sie gehört zur Región Caribe.

## Geographie
Montería befindet sich am Río Sinú, etwa 50 Kilometer vom Karibischen Meer entfernt. An die Gemeinde grenzen im Norden Cereté, Puerto Escondido und San Pelayo, im Osten San Carlos und Planeta Rica, im Süden Tierralta und Valencia und im Westen Arboletes und San Pedro de Urabá in Antioquia sowie Canalete, Puerto Escondido und Los Córdobas.

## Bevölkerung
Die Gemeinde Montería hat 465.999 Einwohner, von denen 362.757 im städtischen Teil (cabecera municipal) der Gemeinde leben (Stand: 2019).

## Geschichte
Die Gegend war zunächst von den Zenú besiedelt, die am Ufer des Río Sinú (Finzenú), des Río San Jorge (Panzenú) und des Río Nechí (Zenúfana) lebten.
Die Stadt Montería wurde offiziell von Antonio de la Torre y Miranda im Mai 1777 gegründet.
Laut Zeitungsberichten werden seit Jahren Einwohner in allen Distrikten der Stadt von kriminellen Banden terrorisiert, viele werden umgebracht.
Laut Aussagen des Bürgermeisters der Stadt, Marcos Daniel Pineda García, hat sich Monteria in jüngerer Zeit zum Zentrum finanzieller Transaktionen der Drogengangs entwickelt und eine hohe Rate an Mordopfern zu verzeichnen.

## Infrastruktur

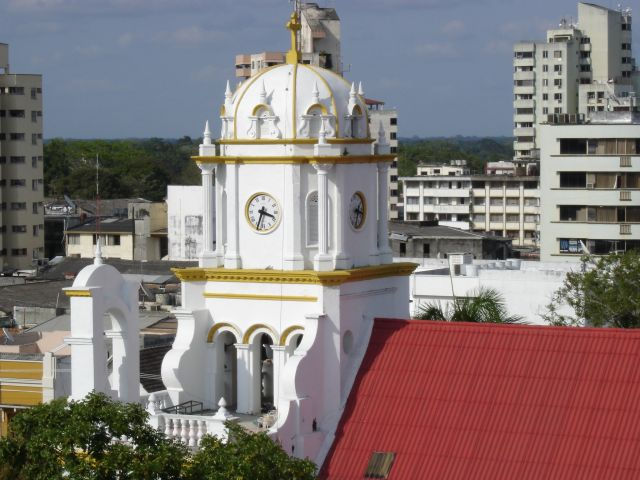
Kathedrale von Montería

In Montería haben die Universidad de Córdoba und die Universidad del Sinú ihren Hauptsitz. Außerdem haben weitere Universitäten Ableger in Montería
Montería verfügt über den Flughafen Los Garzones.
Das Bistum Montería hat in der Stadt seinen Sitz. Die Kathedrale San Jerónimo, eine der Sehenswürdigkeiten von Monteria, wurde im spanischen Kolonialstil erbaut.

## Sport

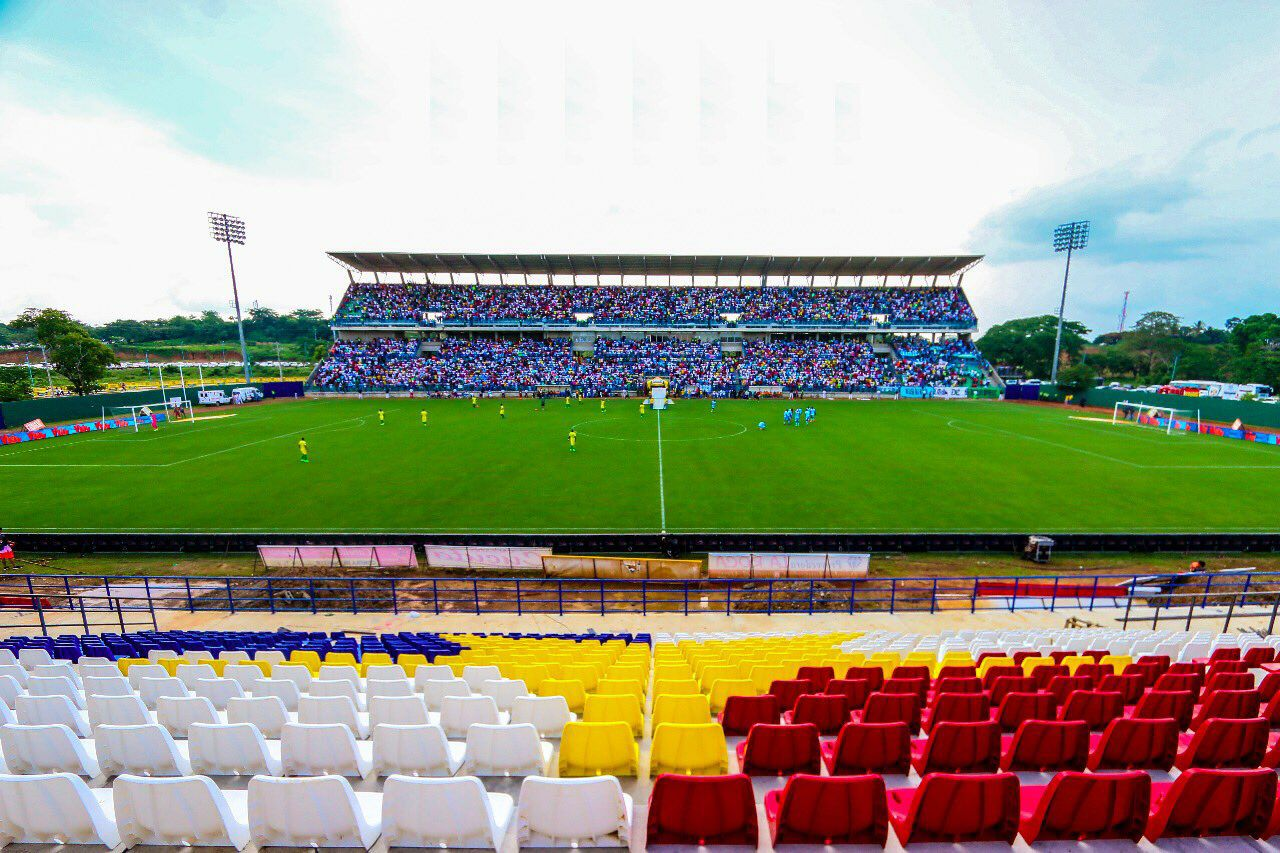
Estadio Jaraguay

Die Leones de Montería (Montería Löwen), der lokale Baseballclub, spielt in der Liga Colombiana de Béisbol Profesional, der höchsten Liga Kolumbiens. Ihre Heimstadion ist das Estadio 18 de Junio, das 4.500 Menschen fasst.
In Montería hat auch der 2012 gegründete Fußballverein Jaguares de Córdoba seinen Sitz, der seit 2015 in der Categoría Primera A spielt, der höchsten kolumbianischen Spielklasse. Der Verein trägt seine Heimspiele im Estadio Jaraguay aus. Jaguares de Córdoba ist der dritte Verein aus Córdoba, der im kolumbianischen Profifußball teilnimmt. Die beiden kurzlebigen Vereine Córdoba FC (2006–2008) und Atlético Córdoba (1997–1999) hatten allerdings ihren Sitz in der Nachbarstadt Cereté.

## Politik

### Städtepartnerschaften
- Saint-Basile-le-Grand, Kanada
- Fort Lauderdale, Florida
- Venezia, Italien

## Klimatabelle
|                       | Jan  | Feb  | Mär  | Apr  | Mai  | Jun  | Jul  | Aug  | Sep  | Okt  | Nov  | Dez  |   |      |
| Mittl. Tagesmax. (°C) | 33,3 | 33,7 | 34,0 | 33,8 | 32,7 | 32,6 | 32,8 | 32,8 | 32,2 | 32,1 | 32,1 | 32,6 | ⌀ | 32,9 |
| Mittl. Tagesmin. (°C) | 22,1 | 22,5 | 22,9 | 23,5 | 23,5 | 23,4 | 23,1 | 23,1 | 23,2 | 23,0 | 23,0 | 22,7 | ⌀ | 23   |
|                       |      |      |      |      |      |      |      |      |      |      |      |      |   |      |
| Niederschlag (mm)     | 4    | 17   | 28   | 96   | 175  | 152  | 166  | 170  | 183  | 164  | 94   | 36   | Σ | 1285 |
|                       |      |      |      |      |      |      |      |      |      |      |      |      |   |      |
| Regentage (d)         | 1    | 1    | 2    | 7    | 12   | 11   | 11   | 13   | 12   | 12   | 8    | 3    | Σ | 93   |

| 22,1 |

| 22,5 |

| 22,9 |

| 23,5 |

| 23,5 |

| 23,4 |

| 23,1 |

| 23,1 |

| 23,2 |

| 23,0 |

| 23,0 |

| 22,7 |

| 22,1 |

| 22,5 |

| 22,9 |

| 23,5 |

| 23,5 |

| 23,4 |

| 23,1 |

| 23,1 |

| 23,2 |

| 23,0 |

| 23,0 |

| 22,7 |

## Söhne und Töchter der Stadt
- Francisco Zumaqué (* 1945), Musiker
- Miguel Lora (* 1961), Boxer
- Juan Urango (* 1980), Boxer
- Alejandro Bernal (* 1988), Fußballspieler
- Álvaro Hodeg (* 1996), Radrennfahrer
- Johana Arrieta (* 1998), Mittelstreckenläuferin
- Manuel Turizo (* 2001), Sänger